# Rawadinowo
Rawadinowo (auch Ravadinovo geschrieben, bulgarisch Равадиново) ist ein Dorf in der Gemeinde Sosopol, Provinz Burgas Nahe der bulgarischen Schwarzmeerküste. Das Dorf wurde 1913 von bulgarischen Flüchtlingen aus den Balkankriegen 1912/13 aus Ost- und Westthrakien (thrakische Bulgaren) als Flüchtlingslager gründet. Bis heute sind einige der schnell errichteten, einfachen Unterkünfte (die sogenannten Scharon-Häuser) im Dorf erhalten.
Rawadinowo liegt ca. 5 km westlich vom Gemeindezentrum Sosopol und ca. 2 km landeinwärts vom Schwarzen Meer beim Campingplatz Slatna ribka (deutsch: Goldfisch, Karte). Südlich und östlich von Rawadinowo verläuft die Fernstraße Burgas-Sosopol-Primorsko, welche bis zur Abzweigung nach Rawadinowo vierspurig ist.
Das Dorf liegt in den Ausläufer des Strandscha-Gebirge, in den abfallenden Abhängen der Hügelkette Meden rid. Die Hügelkette wird im Westen vom Fluss Rossen begrenzt und erstreckt sich im Osten sich zum Schwarzen Meer, einschließlich der Küste von der Bucht Tschengene Skele im Nord bis zum Marschland Arkutino im Süden. Zwischen Rawadinowo und Sosopol im Süden, bzw. Südwesten und Atija im Norden sowie der Meden rid im Westen, erstreckt sich entlang der Bucht von Sosopol eine kleine Küstenebene. Ebenfalls westlich von Rawadinowo befindet sich mit dem Gipfel Bakarlak (376 m; Karte) der höchste Punkt der Hügelkette.
Am Ortsrand in Richtung Küste liegt ein verwunschenes Schloß, eine Touristenattraktion für das nahe Sozopol.

## Bilder

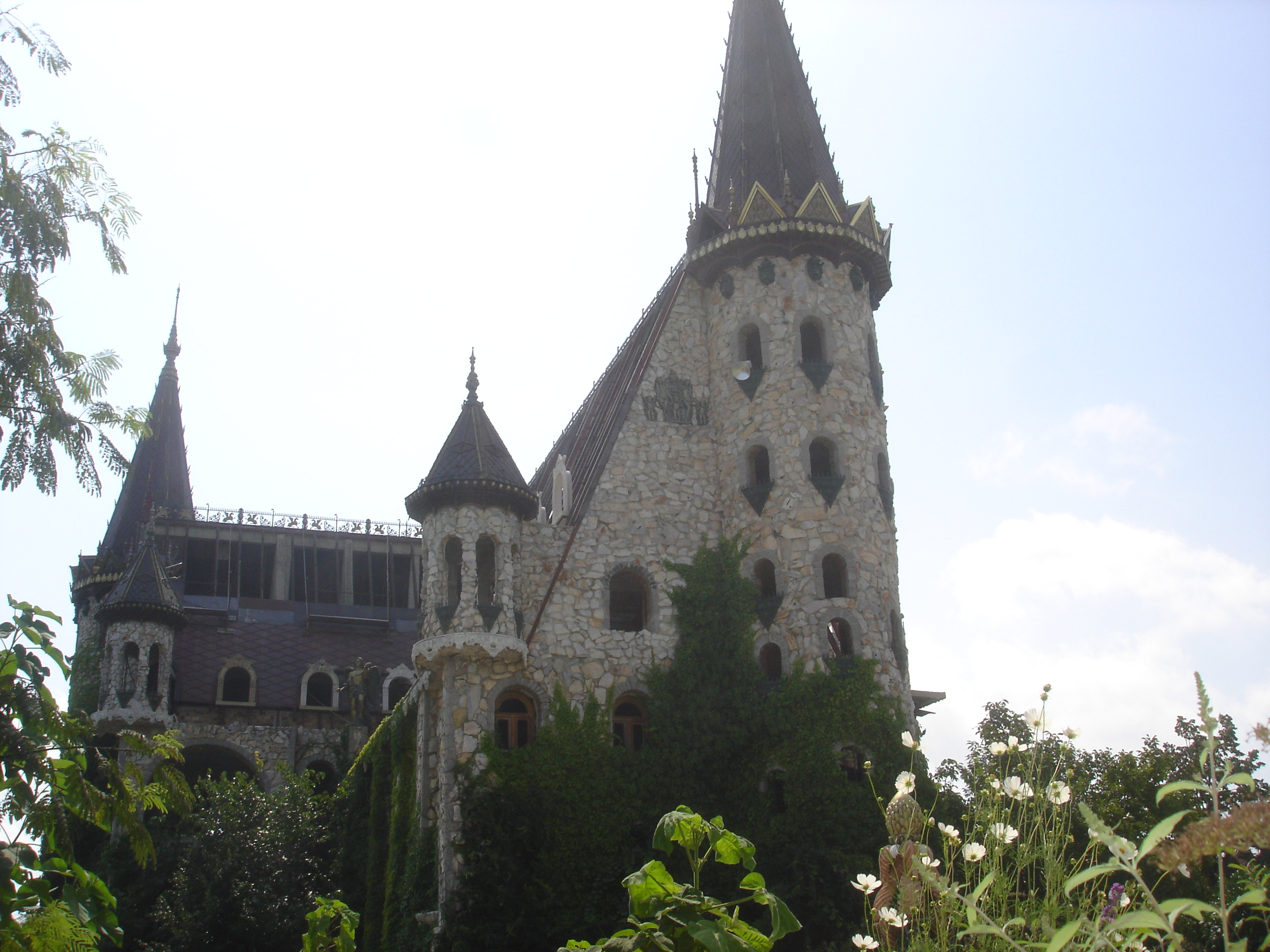
Das Märchenschloß
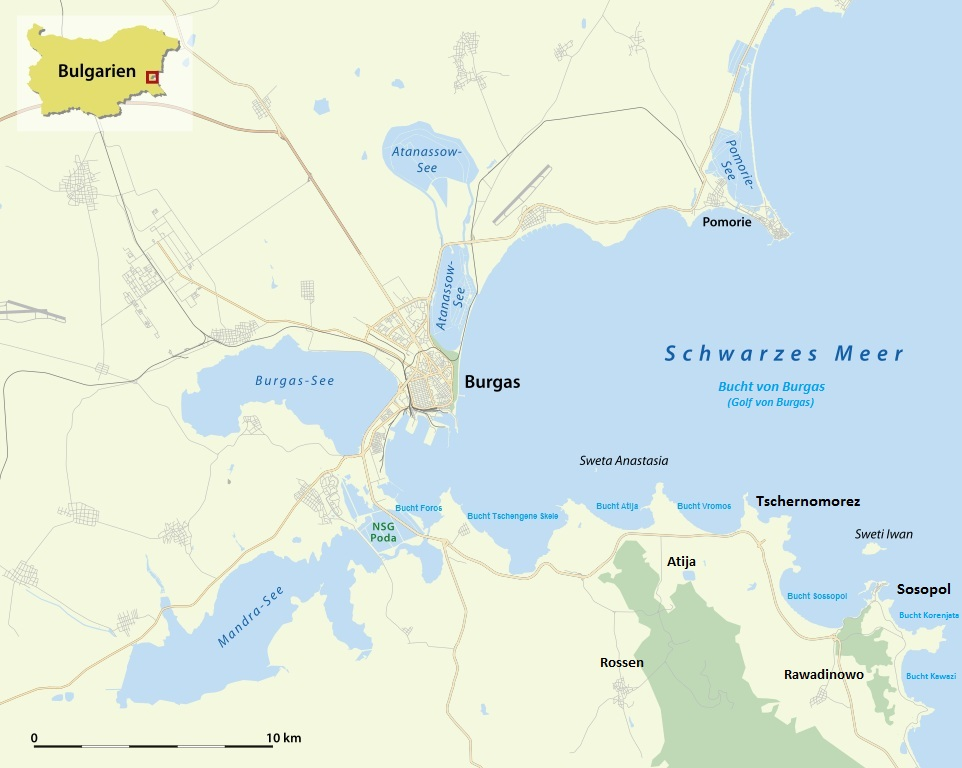
Rawadinowo und der Golf von Burgas